# Jeruzalémské brány
Jeruzalémské brány jsou brány, které se nacházejí v jeruzalémských hradbách – sedm bran je otevřených a jedna je uzavřená. Tou je Zlatá brána, která se k oněm sedmi branám připočítává jako osmá. Kromě ní existují ještě zazděné „brány“ (respektive jejich pozůstatky) Chulda (tzv. Hulda gates) na jižní straně Chrámové hory.